# C/1941 B2
C/1941 B2，是一顆1941年肉眼可見的彗星。由於其非凡的亮度（特別是在南半球），它被認為是大彗星之一。

## 觀測歷史
1941年1月15日上午，業餘天文學家雷金納德·普登·德科克（Reginald Purdon de Kock）在南非帕爾觀測一顆變星時發現了這顆彗星。彗星的頭部突出，彗尾已經發展到0.5°的長度。亮度約6等。德科克通知了好望角皇家天文台，發現彗星的訊息在接下來的幾天得到了證實。
由於它的亮度，1月20日和21日澳大利亞也有獨立發現，包括約翰·弗朗西斯·斯基勒魯普（John Francis Skjellerup），因此這顆彗星在澳大利亞被稱為“巴恩斯-斯基勒魯普”（Barnes-Skjellerup）。
布隆方丹的天文學家約翰·斯特凡諾斯·帕拉斯基沃普洛斯（John Stefanos Paraskevopoulos）也在1月23日獨立發現了這顆彗星（當時尾巴長5°），並向美國哈佛大學天文台報告這一發現，因此這顆彗星被稱為「帕拉斯凱沃普洛斯彗星」。
由於戰爭導致各地訊息傳達混亂，德科克發現的消息最初並未傳到歐洲以外。1月23日至24日，南美洲和紐西蘭又出現了更多獨立發現。
彗星迅速接近太陽和地球，亮度不斷增強。1月27日，彗星達到最南端。兩天之後，這顆彗星到達了距離地球最近的位置，並在接下來的幾天裡出現，亮度達到2等，彗尾長度為5°。
2月初，彗星再次遠離太陽和地球，亮度緩慢下降；月中仍為5等。到了2月底，彗星已經無法用肉眼看到，彗尾的長度仍然是1-2°。當這顆彗星接近太陽時，人們透過望遠鏡和攝影進一步觀察了它。3月29日夜晚，喬治·範·比斯布魯克（George Van Biesbroeck）在耶基斯天文台地平線上的低空進行了最後一次觀測。
4月28日早上，這顆彗星掠過距離太陽僅0.6°的位置後，僅在7月和9月被觀測到四次。最後一次觀測是9月17日在利克天文台進行的，當時亮度僅17等。
這顆彗星的最大亮度達到了2等。